# Бадендик, Карл Генрихович
Карл Генрихович Бадендик (9 января 1889 Юрьев — 25 марта 1941 Ленинград) — полковник, участник Первой мировой войны, участник Белого движения, Георгиевский кавалер.

## Биография
- Окончил коммерческое отделение Ревельского реального училища, после чего уехал в Англию, где работал конторским служащим до 1910.
- В 1910 поступил вольноопределяющимся на военную службу.
- В октябре 1911 стал работать в конторе отца, затем — в фирме, которая занималась продажей конторских и

писчебумажных изделий.

### Великая война
- В 1914 в чине прапорщика ушел на фронт. 294-й пехотный Берцинский полк; 17-й Заамурский пограничный пехотный полк.
- 9.09.1915 — ВП прапорщик 294-го пехотного Берцинского полка был награждён орденом Св. Георгия 4-й степени.

«Прапорщик 294-го пехотного Берцинского полка Карл Генрихович Бадендик награждается орденом Святого Георгия Победоносца за то, что в ночном бою 7-го февраля 1915 года при д. Небылов, командуя ротой, бросился на пулеметы противника, установленные в домах деревни и, несмотря на убийственный огонь, овладел ими».— Реляция о награждении.
- В октябре 1917 в чине капитана состоял на должности помощника командира 74-го пехотного Ставропольского полка.
- После Октябрьского переворота — начальник демобилизационного отдела 12-го армейского корпуса. Подполковник.
- В феврале 1918 взят в плен петлюровцами; затем — германский плен.

### Гражданская война
- В марте 1918 вернулся в Талинн и занялся комиссионерством.
- С декабря 1918 по январь 1919 занимался формированием Русского партизанского отряда, который вошёл в состав Северного корпуса.
- До марта 1919 командовал этим отрядом.
- В марте на базе отряда был создан Ревельский стрелковый полк, должность помощник командира полка.
- С июня — командир Колыванского полка СЗА.
- В декабре 1919 назначен командиром 3-го пехотного Колыванского полка СЗА.
- С 1. 09. 1919. — Полковник; За время службы в Северо-Западной армии был награждён орденами Св. Владимира 4-й и 3-й степеней.
- В 1920 в чине капитана уволен в запас эстонской армии.
- В 1924 за незнание в достаточной степени эстонского языка разжалован в рядовые запаса.
- До 1930 занимался вместе с братом торговлей резиновыми изделиями, Бадендик Карл Генрихович являлся учредителем Русского дома.
- 1924 по 1929 — член Русского клуба (1924—1927 — член правления).
- 1926 по 1940 — член общества «Русская школа в Эстонии».
- 1926 по 1937 — член общества «Витязь» (в период 1931-36 — председатель).
- 1930 по 1940 — член Комитета «Дня русского инвалида».
- 1931 по 1937 — член Союза русских военных инвалидов в Эстонии.
- 1931 по 1940 — член Общества помощи бывшим русским военнослужащим в Эстонии, член Объединения георгиевских кавалеров в Эстонии, член Общества друзей русских скаутов (1931-32 — член правления); состоял в РОВСе.
- 21.06.1940. — Арестован органами НКВД в Таллине.
- 11.01.1941 — Решением трибунала приговорен к расстрелу. Приговор приведен в исполнение 25 марта.